# Dänische Badmintonmeisterschaft 2020
Die Dänische Badmintonmeisterschaft 2020 fand vom 5. bis zum 8. Februar 2020 in Aarhus statt. Es war die 90. Austragung der nationalen Titelkämpfe im Badminton in Dänemark.

## Titelträger
| Disziplin    | Gold                                | Silber                              | Bronze                               |
| ------------ | ----------------------------------- | ----------------------------------- | ------------------------------------ |
| Herreneinzel | Viktor Axelsen                      | Hans-Kristian Vittinghus            | Magnus Johannesen                    |
| Herreneinzel | Viktor Axelsen                      | Hans-Kristian Vittinghus            | Jan Ø. Jørgensen                     |
| Dameneinzel  | Line Christophersen                 | Julie Dawall Jakobsen               | Natalia Koch Rohde                   |
| Dameneinzel  | Line Christophersen                 | Julie Dawall Jakobsen               | Mia Blichfeldt                       |
| Herrendoppel | Kim Astrup Anders Skaarup Rasmussen | Mathias Bay-Smidt Lasse Mølhede     | Anders Antonsen Mathias Christiansen |
| Herrendoppel | Kim Astrup Anders Skaarup Rasmussen | Mathias Bay-Smidt Lasse Mølhede     | Mads Conrad-Petersen Emil Hybel      |
| Damendoppel  | Maiken Fruergaard Sara Thygesen     | Alexandra Bøje Mette Poulsen        | Amalie Magelund Freja Ravn           |
| Damendoppel  | Maiken Fruergaard Sara Thygesen     | Alexandra Bøje Mette Poulsen        | Julie Finne-Ipsen Mai Surrow         |
| Mixed        | Niclas Nøhr Sara Thygesen           | Mathias Christiansen Alexandra Bøje | Mikkel Mikkelsen Amalie Magelund     |
| Mixed        | Niclas Nøhr Sara Thygesen           | Mathias Christiansen Alexandra Bøje | Mathias Bay-Smidt Rikke S. Hansen    |